# Station Vauxaillon
Station Vauxaillon is een spoorwegstation in de Franse gemeente Vauxaillon.